# MMBase
MMBase is een contentmanagementsysteem (CMS), met geavanceerde portal-functionaliteit (JSR 168) gericht op het beheer van tekst en multimedia.

## Beschrijving
MMBase biedt beheerstools om tijd- en plaatsonafhankelijk informatie te managen. MMBase is ontwikkeld in Java en is objectgeoriënteerd, waardoor het goed mogelijk is om een informatieobject op veel verschillende plaatsen te gebruiken. Door de scheiding van inhoud en opmaak kan dat hergebruik er op iedere plaats anders uitzien, terwijl de informatie maar één keer in de database aanwezig is. Wijzigingen worden op die manier direct op alle plaatsen waar de informatie wordt gebruikt gelijktijdig doorgevoerd.

## Geschiedenis
De omroepvereniging VPRO begon met de ontwikkeling van MMBase in 1996, voor eigen gebruik. Belangrijk was daarbij dat er aandacht was voor het beheren van multimedia-inhoud (hoewel wordt ontkend dat de "MM" van MMBase voor multimedia staat). Van andere organisaties bleek belangstelling te zijn voor MMBase. De VPRO constateerde dat de ontwikkel- en beheerskosten van de applicatie niet mettertijd afnamen en besloot in 2000 om MMBase als open source onder de Mozilla Public License te publiceren.
Kort daarna werd MMBase door o.a. de Evangelische Omroep en de gemeente Amsterdam in gebruik genomen. In 2002 nam Radio 538, na een grondig aanbestedingsproces waaraan vijf internetbureaus met ieder een eigen, gesloten CMS deelnamen, MMBase in gebruik voor de (toen) nieuwe website. Dit was een doorbraak: voor het eerst werd MMBase gebruikt door een commerciële omroep. MMBase werd later ook ingezet door Vodafone, Kennisnet, Pinkpop en Natuurmonumenten.

## Kenmerken
- MMBase is opensourcesoftware. De broncode is toegankelijk en er zijn geen licentiekosten.
- MMBase maakt maximaal gebruik van open standaarden.
- MMBase laat (bijna) alle keuzes, zoals besturingssysteem en database, open.

MMBase werkt op basis van objecten. Objecten zijn informatie-eenheden die goed herbruikbaar zijn. Bovendien is het mogelijk om tussen objecten allerlei relaties te leggen. Dat maakt het makkelijk om bijvoorbeeld de gegevens van een artiest te koppelen aan diens liedjes, albums, optredens, interviews, het platenlabel, andere artiesten van dat label, enzovoorts. Ieder object is maar eenmaal in de database aanwezig. Wijzigt het object (platenlabel), dan wordt deze wijziging op alle plaatsen waar het object gebruikt wordt gelijktijdig doorgevoerd. Dit principe wordt ook wel beschreven als "write once, publish many".

## Toepassing
MMBase is bedoeld voor middelgrote tot grote organisaties. Het is geen out-of-the-boxconcept. 
Belangrijk is het vermijden van (grote) afhankelijkheden. Het gebruik van MMBase legt geen restricties op voor het gebruikte besturingssysteem, de gebruikte database en de aanbieder van eventueel noodzakelijke onderhoudscontracten.
MMBase heeft tevens de basis gevormd voor de elektronische leeromgeving Didactor, ook open source. Hierbij wordt MMBase als toolbox gebruikt en niet als kant-en-klaar CMS.

## Stichting MMBase
In 2002 is de Stichting MMBase opgericht, met als doel de gebruikers, commerciële dienstverleners en ontwikkelaars een platform te bieden voor overleg en de gemeenschap te ondersteunen. De stichting bewaakt de belangen van het opensourceproject en geeft voorlichting over het gebruik van MMBase en opensourcesoftware. Onder de hoede van een stichting coördineert een technisch comité bestaande uit vertegenwoordigers van de verschillende bloedgroepen de doorontwikkeling. Directeur van de stichting is Jo Lahaye.